# Christian Gottlieb
Johann Christian Gottlieb (* 3. Juni 1784 in Bleidenstadt; † 21. März 1837 ebenda) war nassauischer Gutsbesitzer und Landtagsabgeordneter.

## Biografie
Gottlieb war Gutsbesitzer und Schultheiß in Bleidenstadt.
Er wurde 1836 in einer Nachwahl für Johann Seelig im Wahlkreis Wiesbaden aus der Gruppe der Grundbesitzer in die Deputiertenkammer der Landstände des Herzogtums Nassau gewählt. Das Mandat hatte er bis 1837 inne, war aber nur 1836 anwesend.

## Familie
Gottlieb war der Sohn des Bäckers Johann Georg Gottlieb (* 28. April 1765 in Wehen; † 28. April 1836 in Bleidenstadt) und dessen Ehefrau Katharina Eleonora geborene Rüst (* 16. September 1757 in Breithardt; † 27. Januar 1826 in Bleidenstadt). Der Großvater väterlicherseits, Gottlieb Bleibtreu (Bleibgetreu), vormals Gümpel, war Jude aus Dotzheim, der 1753 zum christlichen Glauben übergetreten war.
Er heiratete 1803 in Bleidenstadt Johanette Henriette Elisabethe geborene Reifenberger (* 1784 in Bleidenstadt; † 5. September 1837 ebenda), die Tochter des Gastwirts der „Nassauische Schanze“. Johann Reinhard Reifenberger.